# Robby McGehee

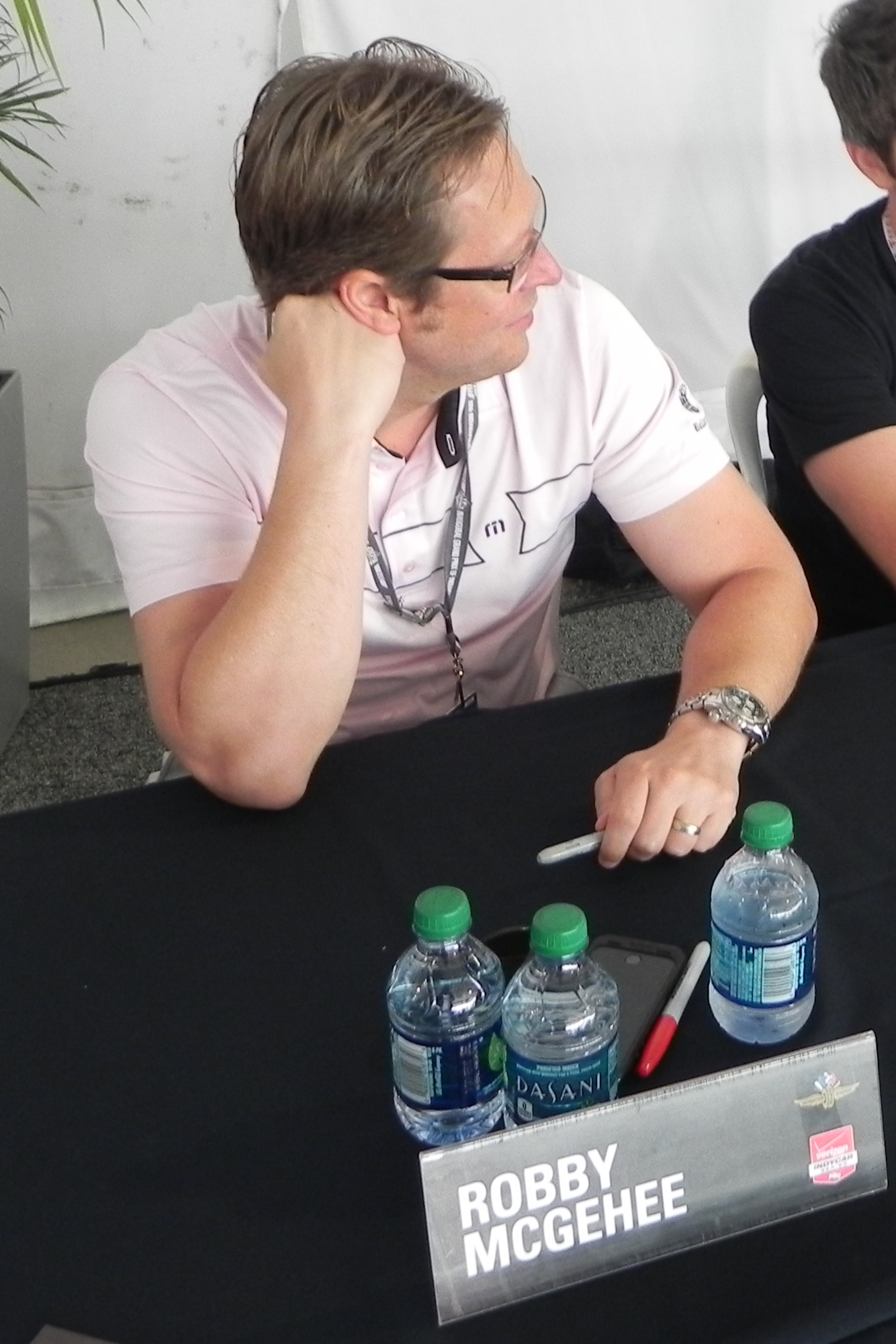
McGehee in 2014

Robby McGehee (Saint Louis (Missouri), 20 juli 1973) is een voormalig Amerikaans autocoureur.
McGehee reed tussen 1999 en 2004 achtendertig Indy Racing League races. Hij behaalde in zijn carrière één podiumplaats, hij werd tweede op de Texas Motor Speedway in 2000 en werd twaalfde dat jaar in de eindstand van het kampioenschap. Hij stond vijf keer aan de start van de Indianapolis 500, hij werd vijfde tijdens zijn eerste deelname in 1999. De Indy 500 uit 2004 werd zijn laatste race in de IndyCar series. Op 27 april 2009 werd hij de vader van een drieling.